# Метод конечных объёмов
Метод конечных объёмов (в русскоязычной литературе метод контрольных объёмов) — численный метод интегрирования систем дифференциальных уравнений в частных производных.

## Описание

### Неформальное
Выбирается некоторая замкнутая область течения жидкости или газа, для которой производится поиск полей макроскопических величин (например, скорости, давления), описывающих состояние среды во времени и удовлетворяющих определённым законам, сформулированным математически. Наиболее используемыми являются законы сохранения в Эйлеровых переменных.
Для любой величины {\displaystyle \phi }, в каждой точке {\displaystyle O(x,y,z,t)} пространства, окруженной некоторым замкнутым конечным объёмом, в момент времени {\displaystyle t} существует следующая зависимость: общее количество величины {\displaystyle \phi } в объёме может изменяться за счет следующих факторов:
- транспорт количества этой величины через поверхность, ограничивающую контрольный объём — поток;
- генерация (уничтожение) некоторого количества величины {\displaystyle \phi } внутри контрольного объёма — источники (стоки).

Другими словами, при формулировке МКО используется физическая интерпретация исследуемой величины. Например, при решении задач переноса тепла используется закон сохранения тепла в каждом контрольном объёме.

### Математическое
{\displaystyle {\frac {\partial \varphi }{\partial t}}+\nabla \cdot (\mathbf {U} \varphi )-\nabla \cdot (D_{\varphi }\nabla \varphi )+\varphi =S_{\varphi }},
где:
- {\displaystyle {\frac {\partial \varphi }{\partial t}}} — скорость изменения некоторой физической величины {\displaystyle \varphi },
- {\displaystyle \varphi } — реактивное слагаемое в абстрактном законе сохранения физической величины {\displaystyle \varphi },
- {\displaystyle \nabla \cdot (\mathbf {U} \varphi )} — конвективное слагаемое в абстрактном законе сохранения физической величины {\displaystyle \varphi },
- {\displaystyle \nabla \cdot (D_{\varphi }\nabla \varphi )} — диффузное слагаемое в абстрактном законе сохранения физической величины {\displaystyle \varphi },
- {\displaystyle S_{\varphi }} — источниковое слагаемое в абстрактном законе сохранения физической величины {\displaystyle \varphi }.

## Применение
Этот метод применяется, в частности, при моделировании задач гидрогазодинамики в свободном пакете OpenFOAM, а также коммерческих кодах, таких как: ANSYS, Comsol (англ.), FlowVision.

## Модификации
- Метод Годунова